# Carl Otto Mörner
Carl Otto Mörner (* 22. Mai 1781 in Uppsala; † 17. August 1868 in Vaxholm) war ein schwedischer Baron und Diplomat. Er erlangte Bekanntheit als „Königsmacher“ der schwedischen Dynastie Bernadotte.

## Leben

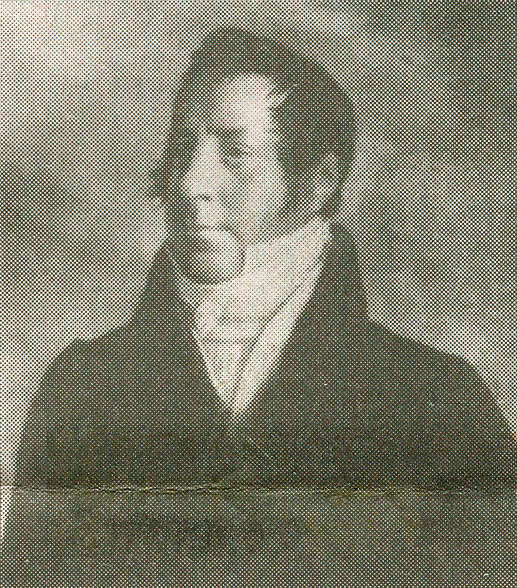
Carl Otto Mörner (19. Jahrhundert)

Carl Otto stammte aus einer adligen Familie, sein Großvater Didrik Mörner Baron af Morlanda war Oberst und mit Martha Elisabeth Bure verheiratet. Sein Vater Carl Claes Mörner (1730–1786) heiratete Margareta Elizabeth von Post (1734–1790). Carl war das dritte und jüngste Kind der Familie und war als zweiter Sohn aus der Beziehung hervorgegangen. Im Jahre 1796 trat er in das Regiment von Uppland ein, 1809 wurde er Leutnant.
König Karl XIII. hatte keine Erben und erlitt im Herbst 1809 einen Schlaganfall und war nicht mehr regierungsfähig. Da Karl selbst keine überlebenden Kinder hatte, adoptierte er 1809 Christian August von Schleswig-Holstein-Sonderburg-Augustenburg, der sich als schwedischer Thronfolger Karl August nannte. Am 28. Mai 1810 hatte auch Christian August einen Schlaganfall, er fiel vom Pferd und starb eine Stunde später. Dessen Vater Herzog Friedrich Christian II. (1721–1794) wurde als nächster Kandidat in seinem Schloss Augustenburg durch eine dänische Flottille faktisch unter Hausarrest gestellt; denn auch sein Schwager König Friedrich VI. von Dänemark war an der Herrschaft über Schweden interessiert.
Der schwedische Reichstag beauftragte darauf Leutnant Carl Otto Mörner als Gesandten nach Paris zu gehen, um bei Napoleon Zustimmung für die Wahl von Friedrich Christian II von Holstein-Augustenburg (1721–1794) zu erhalten. 
Mörner und Baron Ankarswärd trafen am 20. Juni 1810 in Paris ein. Sie befragten selbständig mehrere Marschälle ob nicht einer König von Schweden werden wolle, ein Angebot, das General Jean Baptiste Bernadotte zusagte. Mörners Wahl fiel auf Bernadotte, der einerseits eine gewisse Unabhängigkeit von Napoleon gezeigt hatte und andererseits in Schweden einen guten Ruf genoss, u. a. aus den Berichten seines Vetters Graf Gustav Mörner bei der Einnahme Lübecks. Zugleich mit Mörner hielt sich der schwedische General Graf Fabian Wrede (1760–1824) als Überbringer kaiserlicher Glückwünsche an Napoleon zu seiner Vermählung mit Marie-Louise von Österreich in Paris auf.
Als Mörner schließlich nach Schweden zurückkehrte, empfing ihn die Regentschaft ungnädig und steckte ihn unter Hausarrest. Während Mörner im Gefängnis saß, erhielt Bernadotte für seine Kandidatur die Zustimmung des Kaisers, denn Napoleon hoffte Schweden auf die Seite Frankreichs ziehen zu können. Am 21. August 1810 wählte der Reichstag Johann Baptist Bernadotte zum Kronprinzen unter der Bedingung, dass er den reinen evangelischen Glauben annehme. Im Oktober 1810 kam Bernadotte nach Stockholm und wurde von Karl XIII. adoptiert und damit als Thronfolger legitimiert. 
Im Jahr 1811 wurde Mörner Kapitän in der Armee, und im selben Jahr war er Adjutant des Kronprinzen Jean Baptiste. Am 5. Februar 1818 verstarb Karl XIII., Mörner wurde jetzt zum Oberst befördert. Nach der Erhebung Bernadottes zum schwedischen König Karl XIV. Johann, war er dessen Gesandter in Frankreich. Er war schließlich von 1824 bis 1829 Vizegouverneur von Jämtland. Er starb 1868 in Vaxholm und wurde auf dem alten Friedhof von Linköping begraben.
Carl Otto Mörner heiratete 1810 Sofia Emerentia Wetterstedt, Tochter von Baron Eric af Wetterstedt und Anna Christina Bladh. Sofia Emerentia starb im Jahre 1831 nach der Geburt von acht Kindern. Im selben Jahr 1831 heiratete der Witwer Catharina Charlotta Styrlander (1799–1847). Nur sechs Monate nach deren Tod ging er 1848 er eine dritte Ehe ein, mit Anna Sofia Sundius, die Tochter des königlichen Sekretärs Sundius und der Sophia Styrlander.